# Allacta brossuti
Allacta brossuti är en kackerlacksart som beskrevs av Roth, L. M. 1995. Allacta brossuti ingår i släktet Allacta och familjen småkackerlackor. Inga underarter finns listade i Catalogue of Life.